# Carl August Struensee
Carl August Struensee (fra 1789 Struensee von Carlsbach), (18. august 1735 i Halle – 17. oktober 1804 i Berlin) var professor i matematik, preussisk finansminister og bror til Johann Friedrich Struensee. Var gennem 14 år en anset videnskabsmand inden for krigsvidenskab ved akademiet i Liegnitz.
I april 1771 kom han til København og blev chef for finansadministrationen. Han blev anholdt sammen med broren 17. januar 1772 og sad fængslet i Kastellet et halvt år, før han blev løsladt og afskediget dog uden at være anklaget for nogen forbrydelse. Han blev i 1789, efter Guldbergperioden, adlet under navnet von Carlsbach i både Danmark og Preussen.
I Preussen fortsatte han sin ministerkarriere inden for told- og fabriksvæsenet til sin død.

## Ekstern kilde/henvisning
- Svend Cedergreen Bech, Struensee og hans tid, København: Politikens Forlag 1972. ISBN 87-567-1581-1